# あの快い夜のなかへおとなしく流されてはいけない
「あの快い夜のなかへおとなしく流されてはいけない」（英：Do not go gentle into that good night）はウェールズの詩人、ディラン・トマスによるヴィラネル詩であり、彼の代表作である。1951年に Botteghe Oscure 誌にて初公開されたが、詩自体は1947年、トマスが家族とフィレンツェを訪れた際に執筆したものである。 この詩は後にトマスの詩集 In Country Sleep、Other Poems（New Directions 社、1952年） および Collected Poems, 1934–1952（J.M.デント、1952年）に収録されている。 
この詩はトマスが死期が迫っていた父のために創作したものだとされてきたが、当の父親は1952年のクリスマス期間まで存命であった。本詩には正式なタイトルが存在せず、「あの快い夜のなかへおとなしく流されてはいけない」と「憤怒せよ、憤怒せよ、死にゆく光に」の両句がリフレインとして度々登場するのみである。
この詩は、2024年1月1日に米国を除く全ての国でパブリックドメイン状態に入った。

## 原文
Do not go gentle into that good night,

Old age should burn and rave at close of day;

Rage, rage against the dying of the light.

Though wise men at their end know dark is right,

Because their words had forked no lightning they

Do not go gentle into that good night.

Good men, the last wave by, crying how bright

Their frail deeds might have danced in a green bay,

Rage, rage against the dying of the light.

Wild men who caught and sang the sun in flight,

And learn, too late, they grieved it on its way,

Do not go gentle into that good night.

Grave men, near death, who see with blinding sight

Blind eyes could blaze like meteors and be gay,

Rage, rage against the dying of the light.

And you, my father, there on the sad height,

Curse, bless, me now with your fierce tears, I pray.

Do not go gentle into that good night.

Rage, rage against the dying of the light.

## 構成
ヴィラネルは、3行からなる5つの連（三行連）と、その後に続く4行からなる1つの連（四行連）で構成される、合計19行からなる詩形式である。この形式は2つの反復する押韻と2つのリフレインがある。具体的には、1行目が2番目と4番目の連の最終行となり、最初の連の3行目が3番目と5番目の連の最終行として繰り返される。

## 分析

### 要約
最初の一連において、語り手は彼の父に対し「あの快い夜のなかへおとなしく流される」ことを拒み、「 死にゆく光に憤怒せよ」と説いている。後続の連で、語り手は「賢者 (wise)」「善人 (good)」「狂人 (wild)」「厳粛な者 (grave)」といった様々な人々が、詩のリフレイン「死にゆく光に憤怒せよ」に呼応する様子をそれぞれ描く。最後の一連において、語り手は『悲しき高み』にいる父を前に、『その激しい涙で今、私を呪い、祝福してください』と懇願し、再びリフレインを強調した。

### 文学的な視点
この詩は度々シェイマス・ヒーニー、ジョナサン・ウェストファル、ウォルフォード・デイヴィスといった批評家から多岐にわたる独自の解釈や分析を受けた。一方で、ある程度合意が得られている解釈も存在する。「この詩は明らかに死に対して境界を宣告している」 というヒーニーの評に対し、ウェストファルは同意を示した上で 「（トマスは）死に対する反抗を呼び掛けている」とした。ヒーニーは、この詩のヴィラネルという形式が「解決へと向かい、またそこから退くように、それ自身へと立ち返る」ことで、 「かつて対立した者の和解による鮮やかな象徴」 すなわち「詩全体を貫く自然な悲嘆と必然性の受け入れの均衡」を表現していると考察している。
ウェストファルは、16行目でトマスが言及した「悲しき高み (sad height)」は、「詩全体を理解する上で特に重要かつ興味深い点」だとしている。ウェストファルは、父の実際の死と詩の発表時期が異なるという事実のみならず、父がすでに亡くなっていたとすれば、トマスが彼に『穏やかに去るな』と忠告するのは無意味だろうという点からも、この表現は文字通り棺を指しているものではないとした。代わりに、この一句は「死の前の孤独と孤立」という比喩的な高台を指しているのだとウェストファルは考えた。 一方、デイヴィスは2014年のトマスの伝記『ウェールズの作家たち』にてこの意見に異議を唱え、この表現はより隠喩的なものであり「荒れた高地にたたずむリア王と、ドーバーの崖を思うグロスターを明確に想起させる」と書いている。

## 他の作品での使用
この詩に音楽をつけた作曲家として、 ヴィンセント・パーシケッティ (1976年) 、Elliot del Borgo (1979年)、 ジョン・ケイル (1989年、ワーズ・フォー・ザ・ダイングにて) およびジャネット・オーウェン・トーマス (1999年、作品 Under the Skin の最後の楽章にて) の名が挙げられる。
G-Eazy'のアルバム When It's Dark Out (2015) の楽曲「Intro」でも、この詩の句が度々登場している。
イギー・ポップのアルバム『フリー』（2019年）では、この詩の全文が使われている。

### 絵画
「あの快い夜のなかへおとなしく流されてはいけない」はスウォンジー出身の画家・版画家チェリ・リチャーズの三枚の作品のインスピレーション元となっている。三枚の絵画は1954年、1956年、そして1965年にそれぞれ制作されている。

### 映画
この詩は インターステラー (2014) の劇中にて数度にわたり登場している。マイケル・ケイン演じるジョン・ブランド教授による度重なる引用のほかに、複数の脇役のセリフにも登場している。
1986年のコメディー映画 バック・トゥ・スクール でも、ロドニー・デンジャーフィールド演じるソーントン・メロンがテスト中にこの詩を暗唱することを求められる一幕がある。

## 引用
1. 1 2  “Dylan Thomas”.   Academy of American Poets. 2020年8月28日時点のオリジナルよりアーカイブ。2015年6月1日閲覧。 “He took his family to Italy, and while in Florence, he wrote In Country Sleep, and Other Poems (Dent, 1952), which includes his most famous poem, 'Do not go gentle into that good night.'”
2. ↑  Ferris, Paul (1989). Dylan Thomas. New York: Paragon House Publishers. p. 283. ISBN 9781557782151. OCLC 18560227
3. ↑  “Collected Poems 1934-1952 by Thomas, Dylan”. www.biblio.com. 2020年8月28日時点のオリジナルよりアーカイブ。2019年12月13日閲覧。
4. ↑  “Dylan Thomas: Do Not Go Gentle Into That Good Night”.   BBC Wales (2008年11月6日). 2012年11月27日時点のオリジナルよりアーカイブ。2010年12月18日閲覧。
5. ↑  Thomas, David N. (2008). Fatal Neglect: Who Killed Dylan Thomas?. Seren. p. 19. ISBN 978-1-85411-480-8
6. ↑  “Happy Public Domain Day 2024!” (英語). en:The Public Domain Review (2024年1月1日). 2024年1月1日閲覧。
7. ↑  Thomas, Dylan (1953) (英語). The Collected Poems of Dylan Thomas. New York: en:New Directions Publishing. pp. 128
8. ↑  Poets, Academy of American. “Do not go gentle into that good night by Dylan Thomas - Poems | Academy of American Poets” (英語). poets.org. 2025年3月26日閲覧。
9. ↑  Poets. “Do not go gentle into that good night by Dylan Thomas - Poems | Academy of American Poets” (英語). poets.org. 2025年3月26日閲覧。
10. 1 2 3 4  Heaney, Seamus (2020-10-23), “Dylan the Durable? On Dylan Thomas”, The Ordering Mirror (Fordham University Press):  255–275, doi:10.1515/9780823296552-016, ISBN 9780823296552,  オリジナルの11 March 2022時点におけるアーカイブ。 2021年12月31日閲覧。
11. 1 2 3 4  Westphal, Jonathan (22 October 2015). “Thomas's Do Not Go Gentle into That Good Night”. The Explicator 52 (2):  113–115. doi:10.1080/00144940.1994.11484115. ISSN 0014-4940.
12. ↑  Davies, Walford (2014). Dylan Thomas. University of Wales Press. ISBN 978-1-78316-152-2. OCLC 1162008686.  オリジナルの11 March 2022時点におけるアーカイブ。 2021年12月31日閲覧。
13. ↑  Hughes, Allen (1976年2月9日). “Music: Leonard Raver” (英語). The New York Times. ISSN 0362-4331 2022年10月19日閲覧。
14. ↑  theinstrumenta (2020年2月24日). “Do Not Go Gentle into that Good Night: Thoughts from Elliot Del Borgo” (英語). The Instrumentalist. 2025年3月28日閲覧。
15. ↑  Schaeffer, John (2015年10月27日). “Five Songs For Dylan Thomas”. NPR.  オリジナルの2020年8月28日時点におけるアーカイブ。 2017年8月16日閲覧。
16. ↑  Owen Thomas, Janet (2007) [1999]. Under The Skin for tenor solo and 17 players. Edition Peters. pp. 50–74
17. ↑  Kameir (2015年12月8日). “Review: G-Eazy's When It's Dark Out”. Pitchfork. 2025年2月23日閲覧。
18. ↑  “Ceri Richards: 'Do not go gentle into that good night' 1956”.   tate.org.uk/. 2020年8月28日時点のオリジナルよりアーカイブ。2013年10月22日閲覧。
19. ↑  Wade (2014年11月5日). “"Do not go gentle into that good night" in Interstellar, Back to School, and many other movies: the supercut (VIDEO)”. Slate. 2020年8月28日時点のオリジナルよりアーカイブ。2015年5月9日閲覧。
20. ↑  “Back to School”. film-authority.com (2024年2月13日). 2025年7月17日閲覧。
21. ↑  “Dangerfield recites Poem” (2013年5月11日). 2025年7月17日閲覧。
22. ↑  “Rodney Dangerfield Dylan Thomas Do not go gentle into that good night Back to School” (2008年7月29日). 2025年7月17日閲覧。